# Ligne CFR 200
La Ligne CFR 200 est une ligne ferroviaire de Roumanie qui relie Brașov à Curtici.

## Caractéristiques
La ligne est divisée en deux tronçons: un tracé électrifié entre Vințu de Jos et Arad et un tracé non électrifié en majeure partie en voie unique entre Brașov et Sebeș. Elle est intégrée dans un réseau de dix-huit lignes secondaires.
- 200A Teiuş, Vințu de Jos,  Alba Iulia 29 km
- 201 Piatra-Olt, Podu Olt, Băbeni, Govora, Râmnicu Vâlcea, Călimănești, Turnu Roșu 164 km
- 202 Filiaşi, Simeria, Cărbunești, Târgu Jiu, Petroșani,  Călan 202 km
- 203 Brașov, Zărnești, Bartolomeu, Cristian, Râșnov 27 km
- 205 Băbeni, Popesti Vîlcea, Cernișoara, Berești 41 km
- 206 Șibot, Cugir, Vinerea 12 km
- 207 Simeria, Bircea Mică, Pestișu Mare 15 km
- 208 Sibiu, Copșa Mică,  Agârbiciu, Axente Sever 45 km
- 210 Alba Iulia, Zlatna, Bărăbanţ, Prisaca, Feneș 42 km
- 212 Ilia, Lugoj, Lăpugiu, Ohaba, Balint, Costeiu Mare 83 km
- 213 Radna, Timişoara, Pișchia, Giarmata, Timișoara Est 68 km
- 214 Livezeni, Lupeni, Iscroni, Vulcan 17 km
- 215 Arad - Șeitin 52 km
- 216 Arad, Vălcani, Aradul Nou, Bodrogul Nou, Felnac, Munar, Dudeștii Noi  87 km
- 217 Timişoara, Variaș, Periam, Lovrin, Gotlob, Comloșu Mare 93 km
- 218 Timişoara, Cenad, Ronaț, Sânnicolau Mare 78 km
- 219 Lovrin, Gotlob, Comloșu Mare 27 km
- 221 Filiaşi - Târgu Jiu 76 km

## Exploitation
Le service voyageurs est assuré entre Arad et Teiuș par des Intercity 521 Aurel Viaicu et 522 Aurel Viacu avec des rames Class 40, 45, 62, 63 et 65.